# Antonio Marcegaglia
Antonio Marcegaglia (né le 12 décembre 1963 à Mantoue) est le président et l'administrateur délégué du groupe industriel du même nom, Marcegaglia.

## Biographie
Antonio Marcegaglia obtient un diplôme en économie d’entreprise en 1987 à l'université Luigi Bocconi de Milan et entre à temps complet dans l’entreprise familiale. 
Sous la direction de Antonio Marcegaglia, le groupe poursuit une politique de rachat d'entreprise. Elle permet en 1988 la constitution de Bioindustrie Mantovane, et en 1989 celle de Marcegaglia Impianti di Saronno (VA).
En 1999, sur son initiative, le secteur énergétique du groupe s’étend grâce à la constitution de Green Power, en vue du développement de stratégies et de systèmes de génération d’énergie à travers la gazéification de déchets et de biomasse.
Le programme de développement d’entreprise d’Antonio Marcegaglia se poursuit en 1999 avec le rachat de Morteo Nord (Pozzolo Formigaro - Alessandria) et de Ponteggi Dalmine (Milan), de Graffignana (Lodi) et de Potenza.
En 2007, Antonio Marcegaglia entre au capital de Gabetti Property Solutions et agrandit son usine de Ravenne avec un nouvel investissement de 300 millions d’euros. Il renforce sa présence dans le secteur énergétique par le biais de la société contrôlée Arendi, qui se consacre à la production de panneaux photovoltaïques. Il accroît également son activité dans le tourisme avec le rachat de la gestion de Forte Village à Santa Margherita di Pula, en Sardaigne, le plus grand complexe hôtelier européen. S’y ajoute, quelque temps après, le village Le Tonnare de Stintino, dans la province de Sassari. En 2007, Antonio Marcegaglia décide également d’agrandir l’usine de Boltiere. En 2008, il fait l’achat de la structure touristique Castel Monastero, à Castelnuovo Berardenga (Sienne) et du complexe immobilier Ex Arsenale à La Maddalena.
En octobre 2013, après le décès de son père, Steno, fondateur du groupe, Antonio Marcegaglia est nommé président de Marcegaglia,,.
En 2017, après absorption du groupe Ilva par AM Investco (joint-venture comprenant ArcelorMittal et Marcegaglia), Antonio Marcegaglia relance le plus grand acteur sidérurgique européen en vue de renforcer le positionnement et les parts de marché de l’entreprise dans le panorama sidérurgique européen et mondial.

## Procédure judiciaire
En 2008  Antonio Marcegaglia a fait l'objet d'une condamnation négociée (patteggiamento)de 11 mois de réclusion (peine suspendue) pour corruption de fonctionnaires  de EniPower.

## Reconnaissances
Antonio Marcegaglia a reçu le titre de  Stainless Steel Executive of the Year 2010 au cours du 9° International Stainless & Special Steel Summit à Rome.
En 2024, il s'est vu décerner le Ceo Italian Awards 2024 dans la catégorie Industrie par Forbes Italia à Milan.